# Adolf Dedekind
Karl Julius Adolf Dedekind (* 22. September 1829 in Braunschweig; † 25. Juni 1909 ebenda) war ein deutscher Richter und Hochschullehrer. Von 1892 bis 1905 war er Präsident des Braunschweiger Landgerichtes.

## Leben und Werk
Der Sohn des Geheimen Hofrats Julius Dedekind und ältere Bruder des Mathematikers Richard Dedekind besuchte das Braunschweiger Martino-Katharineum und studierte seit 1848 Rechtswissenschaft in Göttingen, wo er 1848 die Burschenschaft Brunsviga mitbegründete. Die beiden juristischen Staatsexamina legte er 1853 und 1859 ab. Er arbeitete als Richter an den Stadt- und Kreisgerichten in Braunschweig, Helmstedt und Wolfenbüttel. Im Jahre 1869 erfolgte die Ernennung zum Obergerichtssekretär. Von 1873 an ruhte seine richterliche Tätigkeit, bis er 1875 Obergerichtsrat und 1879 Oberlandesgerichtsrat wurde. Er war vom 1. Februar 1892 bis zum 31. Oktober 1905 Landgerichtspräsident in Braunschweig. Von 1872 bis 1909 gab er die „Zeitschrift für Rechtspflege im Herzogtume Braunschweig“ heraus. Als Anhänger des Welfenhauses trat Dedekind seit der Thronfolgefrage 1885 publizistisch in Erscheinung, wodurch seine Karriere zeitweise behindert wurde. Im Jahre 1902 kam es zu einem Disziplinarverfahren gegen ihn, nachdem er eine Erklärung gegen eine Schrift des Staatsministeriums zur rechtlichen Stellung der Regentschaft abgegeben hatte.

### Hochschullehrer in Braunschweig
Im Jahre 1879 übernahm Dedekind als Nachfolger des Obergerichtsrates Wilhelm Spies die Dozentur für Rechtswissenschaft an der Braunschweiger Carolo-Wilhelmina. Die Lehrtätigkeit übte er bis zum November 1905 aus. Sein Nachfolger wurde der aus  Holzminden stammende Landrichter und spätere Senatspräsident August Hampe.

### Familie
Er heiratete am 6. Mai 1865 in Wolfenbüttel Franziska Dorothea Sophie Karlowa (1841–1915). Die drei Söhne waren Juristen. Adolf (1867–1909) war Amtsrichter, Hermann (1870–1953) war Rechtsanwalt und Alfred (1875–1947) Ministerialrat in Braunschweig und von 1931 bis 1933 Kreisdirektor in Blankenburg.